# Jungle (banda)
Jungle es un colectivo musical británico de música electrónica, R&B, soul y funk conformado en Londres.

## Antecedentes
Jungle fue fundado por Tom McFarland y Josh Lloyd-Watson. Ellos han sido amigos desde que tenían nueve años, donde vivían uno al lado del otro en Shepherds Bush, Londres. Ambos asistieron a Latymer Upper School y tocaron juntos en diferentes agrupaciones, uno de los cuales, Born Blonde, tuvo cierto éxito. Continuaron formando Jungle a principios de 2013, y eligieron poner un énfasis estético en las obras de arte y los videos que rodean la música, y no en la propia identidad de las parejas (McFarland y Lloyd-Watson llegaron a ser conocidos como J y T). A lo largo del año siguiente, Jungle desarrolló su naturaleza como un colectivo al trabajar con diferentes artistas en diversas disciplinas. Para interpretar la música en vivo, Jungle se expandió a una banda de siete integrantes, liderada por J y T. La pareja deseaba desafiarse a sí misma, resistiendo la tentación de simplemente reproducir su música desde sus computadoras portátiles y, en cambio, tradujo sus canciones a un total y experiencia orgánica en vivo. J y T han explicado que Jungle surgió de un deseo de «honestidad ... verdadera conexión y amistad". Se trata de estar en una energía colectiva y colectiva ... [un] espíritu de equipo».

## Discografía

### Álbumes de estudio
- Jungle (2014)
- For Ever (2018)[6]
- Loving in Stereo (2021)
- Volcano (2023)

### Sencillos
- «Platoon» (2013)
- «Busy Earnin'» (2014)
- «Time» (2014)
- «The Heat» (2014)
- «Julia» (2015)
- «Happy Man» (2018)
- «House in LA» (2018)
- «Heavy, California»[6] (2018)
- «Cherry»[6] (2018)
- «Beat 54» (2018
- «Casio» (2019)
- «Smile» (2019)
- «Keep Moving» (2021)
- «Talk About It» (2021)
- «Romeo» (2021)
- «Truth» (2021)
- «All Of The Time» (2021)
- «GOOD TIMES» (2022)
- «PROBLEMZ» (2022)
- «Candle Flame» (2023)
- «Dominoes» (2023)
- «I've Been In Love» (2023)
- «Back on 74» (2023)
- «Let’s Go Back» (2024)
- «Keep Me Satisfied» (2025)

### Remixes
| Canción              | Año  | Artista         | Título        |
| -------------------- | ---- | --------------- | ------------- |
| «Unstoppable»        | 2015 | Lianne La Havas | Jungle's Edit |
| «Stand In Your Line» | 2015 | Dornik          | Jungle's Edit |

### Videos musicales
| Año  | Título              | Director(es)  |
| ---- | ------------------- | ------------- |
| 2013 | «Platoon»           | JFC Worldwide |
| 2013 | «The Heat»          | JFC Worldwide |
| 2014 | «Busy Earnin'»      | JFC Worldwide |
| 2014 | «Time»              | JFC Worldwide |
| 2015 | «Julia»             | JFC Worldwide |
| 2018 | «House in LA»       | JFC Worldwide |
| 2018 | «Happy Man»         | JFC Worldwide |
| 2018 | «Heavy, California» | JFC Worldwide |
| 2018 | «Cherry»            | JFC Worldwide |
| 2019 | «Casio»             | JFC Worldwide |
| 2019 | «Smile»             | JFC Worldwide |

## Premios y nominaciones
| Año  | Organización | Premio                | Trabajo        | Resultado |
| ---- | ------------ | --------------------- | -------------- | --------- |
| 2014 | NME          | Top 50 Tracks of 2014 | «Busy Earnin'» | #13       |